# Clifford Miranda
Clifford Miranda (Margao, 11 luglio 1982) è un allenatore di calcio ed ex calciatore indiano, di ruolo centrocampista. Vice allenatore del Mumbai City.

## Carriera

### Giocatore

#### Club
Ha giocato nella prima divisione indiana.

#### Nazionale
Ha partecipato alla Coppa d'Asia del 2011.
Tra il 2005 ed il 2014 ha totalizzato complessivamente 43 presenze e 6 reti con la nazionale indiana.

### Allenatore
Ha allenato nella prima divisione indiana.

## Statistiche

### Cronologia presenze e reti in nazionale
| Cronologia completa delle presenze e delle reti in nazionale ― India | Cronologia completa delle presenze e delle reti in nazionale ― India | Cronologia completa delle presenze e delle reti in nazionale ― India | Cronologia completa delle presenze e delle reti in nazionale ― India | Cronologia completa delle presenze e delle reti in nazionale ― India | Cronologia completa delle presenze e delle reti in nazionale ― India | Cronologia completa delle presenze e delle reti in nazionale ― India | Cronologia completa delle presenze e delle reti in nazionale ― India |
| Data                                                                 | Città                                                                | In casa                                                              | Risultato                                                            | Ospiti                                                               | Competizione                                                         | Reti                                                                 | Note                                                                 |
| -------------------------------------------------------------------- | -------------------------------------------------------------------- | -------------------------------------------------------------------- | -------------------------------------------------------------------- | -------------------------------------------------------------------- | -------------------------------------------------------------------- | -------------------------------------------------------------------- | -------------------------------------------------------------------- |
| 13-08-2008                                                           | Nuova Delhi                                                          | India                                                                | 4 – 1                                                                | Tagikistan                                                           | AFC Challenge Cup 2008 - Finale                                      | -                                                                    | 86’                                                                  |
| 28-07-2011                                                           | Nuova Delhi                                                          | India                                                                | 2 – 2                                                                | Emirati Arabi Uniti                                                  | Qual. Mondiali 2014                                                  | -                                                                    | 84’                                                                  |
| 25-08-2011                                                           | Providence                                                           | Guyana                                                               | 2 – 1                                                                | India                                                                | Amichevole                                                           | -                                                                    | 73’                                                                  |
| 22-08-2012                                                           | Nuova Delhi                                                          | India                                                                | 2 – 1                                                                | Siria                                                                | Nehru Cup 2012 - 1º turno                                            | -                                                                    | 3’                                                                   |
| 25-08-2012                                                           | Nuova Delhi                                                          | India                                                                | 3 – 0                                                                | Maldive                                                              | Nehru Cup 2012 - 1º turno                                            | -                                                                    | 77’                                                                  |
| 28-08-2012                                                           | Nuova Delhi                                                          | India                                                                | 0 – 0                                                                | Nepal                                                                | Nehru Cup 2012 - 1º turno                                            | -                                                                    | 46’                                                                  |
| 31-08-2012                                                           | Nuova Delhi                                                          | India                                                                | 0 – 1                                                                | Camerun                                                              | Nehru Cup 2012 - 1º turno                                            | -                                                                    |                                                                      |
| 02-09-2012                                                           | Nuova Delhi                                                          | Camerun                                                              | 2 – 2 dts (4 - 5 dtr)                                                | India                                                                | Nehru Cup 2012 - Finale                                              | 1                                                                    |                                                                      |
| 06-02-2013                                                           | Kochi                                                                | India                                                                | 2 – 4                                                                | Palestina                                                            | Amichevole                                                           | 1                                                                    | 85’                                                                  |
| 02-03-2013                                                           | Yangon                                                               | India                                                                | 2 – 1                                                                | Taipei cinese                                                        | AFC Challenge Cup 2013 - 1º turno                                    | -                                                                    |                                                                      |
| 04-03-2013                                                           | Yangon                                                               | Guam                                                                 | 0 – 4                                                                | India                                                                | AFC Challenge Cup 2013 - 1º turno                                    | 1                                                                    | 75’                                                                  |
| 06-03-2013                                                           | Yangon                                                               | Birmania                                                             | 1 – 0                                                                | India                                                                | AFC Challenge Cup 2013 - 1º turno                                    | -                                                                    |                                                                      |
| 14-08-2013                                                           | Khujand                                                              | Tagikistan                                                           | 3 – 0                                                                | India                                                                | Amichevole                                                           | -                                                                    | 70’                                                                  |
| 15-11-2013                                                           | Siliguri                                                             | India                                                                | 1 – 1                                                                | Filippine                                                            | Amichevole                                                           | -                                                                    | 47’                                                                  |
| 19-11-2013                                                           | Siliguri                                                             | India                                                                | 2 – 0                                                                | Nepal                                                                | Amichevole                                                           | 1                                                                    | 85’                                                                  |
| 05-03-2014                                                           | Margao                                                               | India                                                                | 2 – 2                                                                | Bangladesh                                                           | Amichevole                                                           | -                                                                    | 46’                                                                  |
| Totale                                                               |                                                                      | Presenze                                                             | 16                                                                   |                                                                      | Reti                                                                 | 4                                                                    |                                                                      |

### Carriera da allenatore
| Stagione        | Squadra         | Campionato      | Campionato | Campionato | Campionato | Campionato | Coppe nazionali | Coppe nazionali | Coppe nazionali | Coppe nazionali | Coppe nazionali | Coppe continentali | Coppe continentali | Coppe continentali | Coppe continentali | Coppe continentali | Altre coppe | Altre coppe | Altre coppe | Altre coppe | Altre coppe | Totale | Totale | Totale | Totale | % Vittorie | Piazzamento                           |
| Stagione        | Squadra         | Comp            | G          | V          | N          | P          | Comp            | G               | V               | N               | P               | Comp               | G                  | V                  | N                  | P                  | Comp        | G           | V           | N           | P           | G      | V      | N      | P      | %          | Piazzamento                           |
| --------------- | --------------- | --------------- | ---------- | ---------- | ---------- | ---------- | --------------- | --------------- | --------------- | --------------- | --------------- | ------------------ | ------------------ | ------------------ | ------------------ | ------------------ | ----------- | ----------- | ----------- | ----------- | ----------- | ------ | ------ | ------ | ------ | ---------- | ------------------------------------- |
| 2020            | FC Goa          | ISL             | 5          | 4          | 0          | 1          | -               | -               | -               | -               | -               | -                  | -                  | -                  | -                  | -                  | -           | -           | -           | -           | -           | 5      | 4      | 0      | 1      | 80,00      | Subentrato, 1º                        |
| 2023            | Odisha          | ISL             | -          | -          | -          | -          | SC              | 5               | 4               | 1               | 0               | QAFC Cup           | -                  | -                  | -                  | -                  | DC          | -           | -           | -           | -           | 5      | 4      | 1      | 0      | 80,00      | Subentrato, Vincitore della Super Cup |
| Totale carriera | Totale carriera | Totale carriera | 5          | 4          | 0          | 1          |                 | 5               | 4               | 1               | 0               |                    |                    |                    |                    |                    |             |             |             |             |             | 10     | 8      | 1      | 1      | 80,00      |                                       |

## Palmarès

### Giocatore

#### Competizioni nazionali
- Campionato indiano: 5

Dempo: 2005, 2007, 2008, 2010, 2011-2012
- Federation Cup: 1

Dempo: 2004
- Durand Cup: 1

Dempo: 2006

### Allenatore

#### Competizioni nazionali
- ISL Shield: 1

Goa: 2019-2020
- Super Cup (India): 1

Odisha: 2023

#### Competizioni regionali
- Goa Football League: 1

Goa B: 2018-2019